# III. Basarab havasalföldi fejedelem
III. Basarab, más néven Öreg Basarab vagy Basarab Laiotă cel Bătrân (?-1480. december 22.) Havasalföld fejedelme 1473, 1474, 1475–1476 és 1476–1477-ben. Megismételte apja, II. Dan rekordját, hogy 5-ször megválasszák a bojárok Havasalföld fejedelmének. 4-szer volt ugyanaz az utóda, III. Radu. A két utolsó uralkodása uralmának az utolsó periódusa, amikor III. Vlad kezdte uralma alá hajtani Havasalföldet. 1479-ben részt vett a kenyérmezei csatában a magyarok oldalán.